# Nens solars
Nens solars (títol original: Solarbabies) és un llargmetratge de ciència-ficció dirigit en 1986 per Alan Johnson i protagonitzat per Jason Patric, Jami Gertz, James Le Gros, Charles Durning, Richard Jordan (actor) i Lukas Haas. A més de ser produïda pel còmic Mel Brooks, va ser la segona i última pel·lícula dirigida per Johnson, més centrat en el seu treball de coreògraf. Compta també amb la participació de l'actor i cantant Terrence Mann, un dels protagonistes de les quatre pel·lícules de la saga Critters. Ha estat doblada al català.

## Argument
L'acció transcorre en un futur en el qual amb prou feines queda aigua a la Terra. Un grup de nens i adolescents viuen en un orfenat dirigit per una dictadura i l'únic moment en què s'evadeixen de la realitat és quan surten a patinar durant la nit. Un d'ells troba una estranya esfera d'origen extraterrestre capaç de desfermar un gran poder pel que decideixen escapar de l'orfenat a través del desert a la recerca d'un lloc on poder viure en pau.

## Repartiment
- Richard Jordan: Grock
- Jami Gertz: Terra
- Jason Patric: Jason
- Lukas Haas: Daniel
- James LeGros: Metron
- Claude Brooks: Rabbit
- Peter DeLuise: Tug
- Peter Kowanko: Gavial
- Adrian Pasdar: Darstar
- Sarah Douglas: Shandray
- Charles Durning: The Warden
- Frank Converse: Greentree
- Terrence Mann: Ivor
- Alexei Sayle: Malice
- Bruce Payne: Dogger
- Willoughby Gray: Canis

## Localitzacions
La pel·lícula es va rodar íntegrament a Espanya, concretament a la província d'Almeria. Les escenes de l'orfenat i les pistes de patinatge es van rodar en les mines de Rodalquilar, mentre que la resta del rodatge va tenir lloc en el Desert de Tavernes, on encara es conserva un dels vehicles futuristes a l'interior del Western Leone.